# Zuiderduintjes
Zuiderduintjes is de naam van een kleine begroeide zandplaat tussen Rottumeroog en het Groninger vasteland.
Deze zuidelijke rest van een destijds veel groter Rottumeroog is, gezien de grootte, geen eiland te noemen maar de zandplaat is wel degelijk begroeid. Er komen alleen zeehonden en er broeden aalscholvers, lepelaars en kleine zilverreigers. De zandplaat is in bezit van Staatsbosbeheer en hoort bij de provincie Groningen. Toegang tot de zandplaat is verboden.

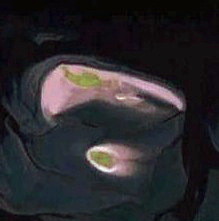
Satellietfoto; Zuiderduintjes is te zien ten zuiden van Rottumeroog